# 三庆园
三庆园，是位于北京市西城区大栅栏街18号的一座戏院。

## 历史
三庆园，又名“三庆茶园”，是一家主要演出中国传统戏曲的戏园，位于前门外大栅栏街中部路南，今为大栅栏街18号，现址是北京大栅栏商贸有限责任公司。“三庆园”早在清朝乾隆年间便已存在，根据1842年版《梦华琐簿》记载：“今日三庆园，乾隆年间宴乐居也。”有说法称，该戏院始建于乾隆五十五年（1790年），是浙江盐务大臣为了给乾隆帝筹办八旬万寿，邀集徽班“三庆班”晋京祝寿而兴建。“三庆班”在此演出获得认可，随后四喜班、和春班、春台班先后来到北京，于是后人有“四大徽班”进京的说法。但也有说法称，三庆园和三庆班毫无关系。三庆园之所以叫“三庆”，是因该园原为酒行经纪人张云鹏，开赌局的骆四、开木厂的王五，这三股合营，故以“三庆”作为名称。
嘉庆元年（1796年），该场所更名为 “三庆园”，开始以演戏为主，生意兴隆。历史上，三庆园、广德楼、广和楼、庆乐园并称为“四大名园”。19世纪初，三庆园、广德楼、广和楼、庆乐园、同乐轩、庆和园、中和园被誉为北京城“七大戏园”。1842年出版的《梦华琐簿》载：“今日三庆园，乾隆年间宴乐居也，其地昔甚广大，今当铺亦从此析出。”1900年6月16日（农历庚子年五月二十日），因义和团在大栅栏放火，导致大栅栏火灾，三庆园、庆乐园、中和园、庆和园等戏园均被烧毁。1905年三庆园重建恢复营业，除京剧演出外还放映电影，成了北京城最早经营电影放映的戏园之一。中华民国时期，更名为“三庆戏院”。从清朝末年到中华民国时期，戏曲界名伶高郎亭、程长庚、谭鑫培、梅兰芳等人都曾先后以三庆园作为主要演出场所。中华民国时期，尚小云的“重庆社”以及他创办的“荣春社”科班，在该戏院演出时间最长。
三庆园的前后台以及台面布局和广德楼、广和楼相仿，但规格稍小，仅可容纳观众八九百人。因后台狭小，不适宜演出大型武戏，所以大型京戏班均不在此演出。1934年，芙蓉花自中国东北率“复盛社”到北平，在三庆园演出“奉天落子”，一时享誉。但三庆园最终因为经营不善，在1940年代改为电影院。
1950年，该戏院因为年久失修存在安全隐患而停业。1958年大跃进中，该戏院改为大栅栏商场职工食堂（后来又为某商店的仓库）；14年后的1970年代初，因为房屋破败而彻底拆除，原址兴建新建筑。新建的建筑用于商业经营，直到2002年更名为北京大栅栏商贸有限责任公司。
2010年有报道称，北京大栅栏商贸有限责任公司正在筹划原址重建三庆园。重建后的三庆园将为地下一层、地上四层的建筑，建筑面积近1万平方米；依照历史资料在二、三层按原貌建一个可容纳300人的老戏园；重建后的三庆园将开辟展室，展示该戏院的历史。此外，文化大革命期间，三庆园旧址地下修建了四通八达的地下人防工程，改革开放时期改为地下百货商场，占地2000多平方米，到2010年仍有上千平方米的地下面积未被利用，重建三庆园时也将会利用这些地下空间。根据记载，原来三庆园的戏台前有一副抱柱联：“假象写真情，邪正忠奸，试看循环之理；今时传古事，衣冠粉黛，共贻色相于斯。”重建后该对联也将重新挂起。 
为了实现重建三庆园的目标，北京大栅栏商贸有限责任公司在三庆园原址全资注册成立北京三庆园文化发展有限公司，北京三庆园文化发展有限公司负责在此地兴建一座占地2200余平方米、建筑面积近1万平方米的仿古式建筑，作为三庆园恢复对外演出。
2013年，三庆园重建项目启动。2016年8月18日，三庆园在大栅栏商业街原址复建重张。重张后的三庆园以京剧演出为主，郭德纲率麒麟剧社驻场演出。麒麟剧社是2016年由郭德纲及南北各地青年京剧演员创立的京剧社，以“麒麟童（周信芳）”为精神领袖，旨在弘扬京剧艺术，并重新树立京剧“南派风格”。麒麟剧社在北京、上海各设一分社，北京分社设在三庆园。

## 建筑
三庆园的重建依据的历史资料有：1960年清华大学土木建筑系剧院建筑设计组编写的《中国会堂剧场建筑》中的三庆园平面测绘图；民国十八年（1929年）12月22日《晨报·星期画报》刊登的三庆园门面照片。三庆园恢复为1905年重建后的建筑格局，分为地下、地上各两层，舞台在原有规模上扩大，观众席设为茶座，二层设小包厢。
复建后的三庆园建筑面积1600平方米。大门是通天柱门楼，雕花门脸，蓝底匾额自右至左有“三庆园”繁体金字。大门内是条约3米宽的长廊，长廊左右墙上挂有清朝宣统年间登载三庆园新闻的报纸、梅兰芳的黑白照片等。经长廊便到演出大厅，大厅的木格天花上挂有红色六角灯笼若干，大厅入口处有一面黄山风景屏风。大厅内，观众席分为上下两层，舞台上方挂有匾额“霓裳三叠”，舞台左右两侧有对联“假象写真情邪正忠奸试看循环之理；今时传古事衣冠粉黛共贻色相于斯”。